# الإنترنت القومي

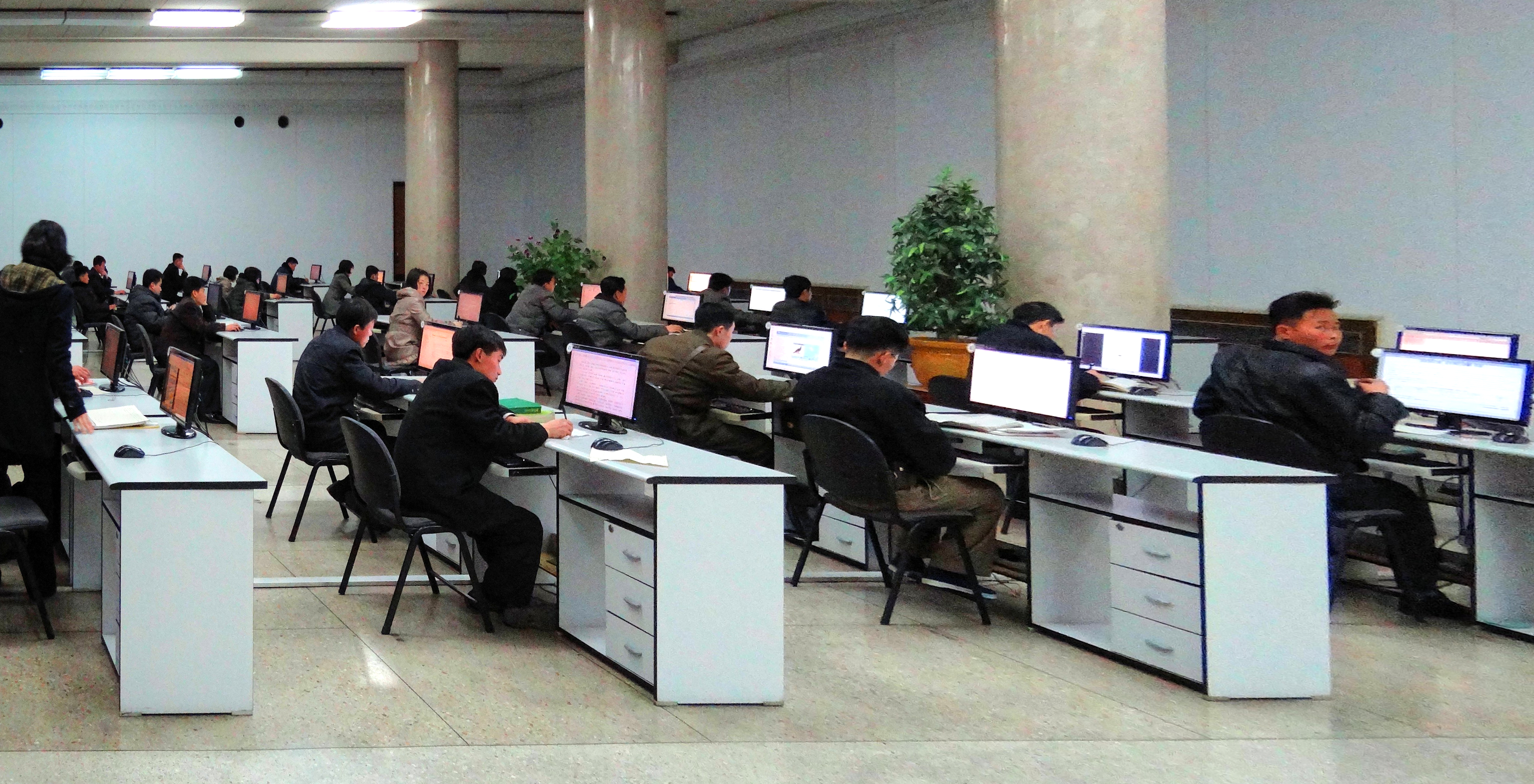

الإنترنت القومي هو نوع من الإنترنت الداخلي عبارة عن تداول بروتوكولإنترنت تحت نمط شبكة منصة مغلقة تتم تحت إدارة دولة قومية ما بهدف مراقبة أنشطة المستخدمين المحليين ومنع وصولهم لبعض المواقع الخارجية. تستخدم كل من كوريا الشمالية وكوبا، بالإضافة لميانمار نظام الإنترنت الداخلي المنفصل عن باقي الإنترنت.

في نيسان / أبريل 2011 ، أعلن الأغا محمدي عزم بلاده تطبيق الإنترنت الحلال، الذي سيوفر خدمات متاوفقة مع القواعد الدينية  العمل بهذا النظام الشبيه بكوريا الشمالية سيمنع المعلومات غير المرغوبة من الدخول لإيران. ستوفر حديقة إيران المحمية خدمات بريد إلكتروني ومحركات بحث خاصة بها، مثل محرك البحث حلال غوغلين لسنة 2013.